# Disney's Contemporary Resort
Disney's Contemporary Resort is een hotel in het Walt Disney World Resort in Lake Buena Vista, Florida, dat wordt beheerd door The Walt Disney Company. De opening hiervan was op 1 oktober 1971, samen met het Magic Kingdom, Disney's Polynesian Resort en het gehele Walt Disney World Resort. Daarmee was het samen met Disney's Polynesian Resort een van de eerste twee hotels die open gingen binnen het resort. Disney's Contemporary Resort is een "Deluxe" Resort, dit wil zeggen dat het tot de duurste prijsklasse behoort binnen Walt Disney World Resort, en is ook lid van het Florida Green Lodging project.
Contemporary is Engels voor eigentijds, dat het thema en de sfeer van het hotel aangeeft.

## Gebouwen
Disney's Contemporary Resort bevat vier los van elkaar staande gebouwen, waarvan twee er duidelijk met kop bovenuit steken, namelijk de Contemporary Tower en de Bay Lake Tower. De overige twee gebouwen zijn vleugels met enkel kamers en suites.

### Contemporary Tower

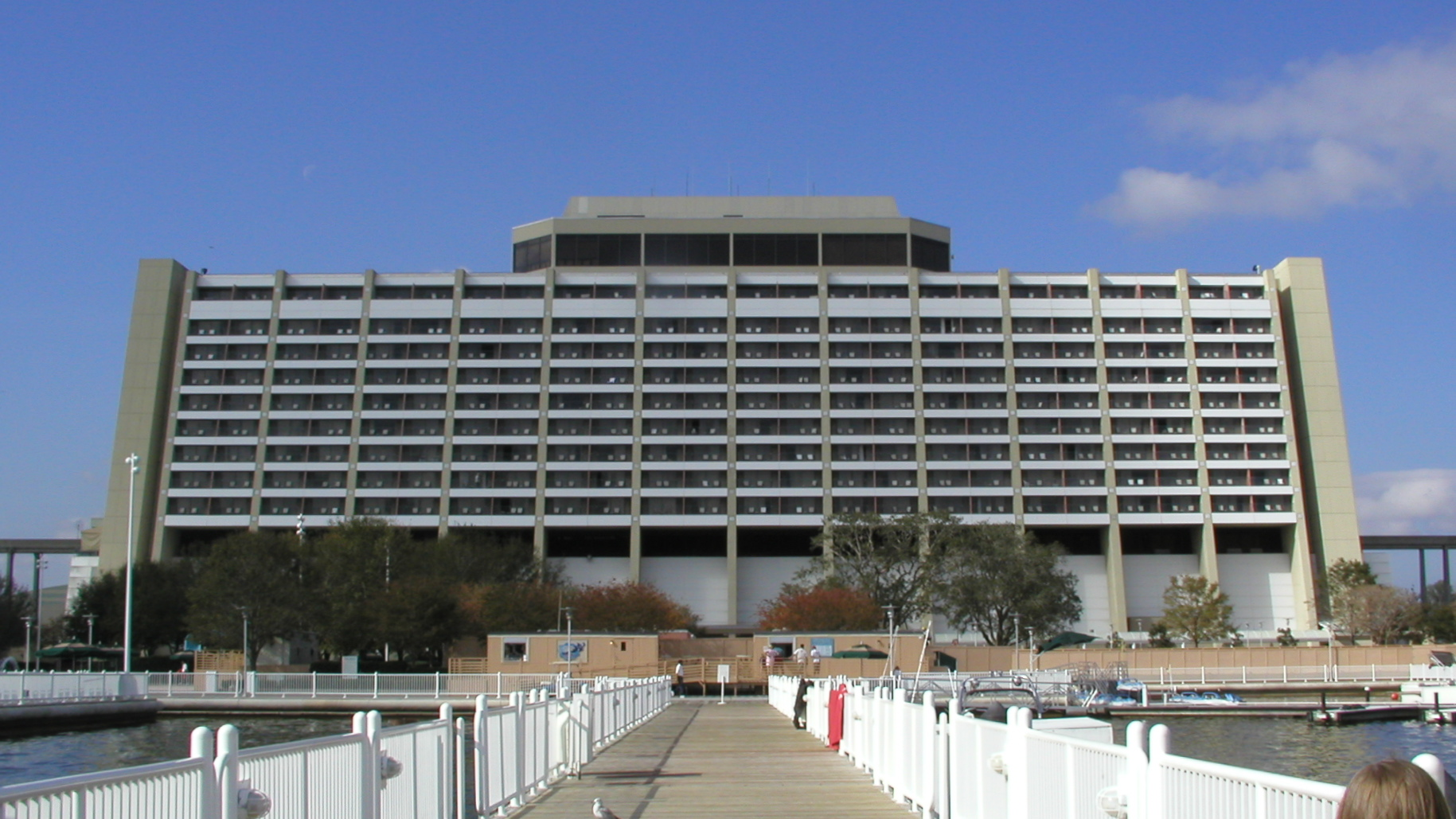
De Contemporary Tower

Het meest prominente gebouw van Disney's Contemporary Resort, is de Contemporary Tower. Dit enorme, 15 verdieping hoge, bouwwerk, bestaat uit een A-frame. Twee naar elkaar leunende zijden raken elkaar door allerlei staalconstructies, en omarmen het atrium wat zich hierbinnen bevindt. Het hotel is op een nogal eigenaardige manier in elkaar gezet. Eerst werden de staalconstructies van het A-frame geplaatst, waarna al in elkaar gezette kamers er met een hijskraan werden ingetakeld. Je kunt het hotel dus opvatten als een enorme bouwdoos, met kant-en-klare stukken die erin worden gezet. Later werd het hotel precies afgewerkt. In de zijden van het gebouw bevinden zich 500 kamers. Een andere vleugel van dit gebouw bevat nog eens 250 kamers.

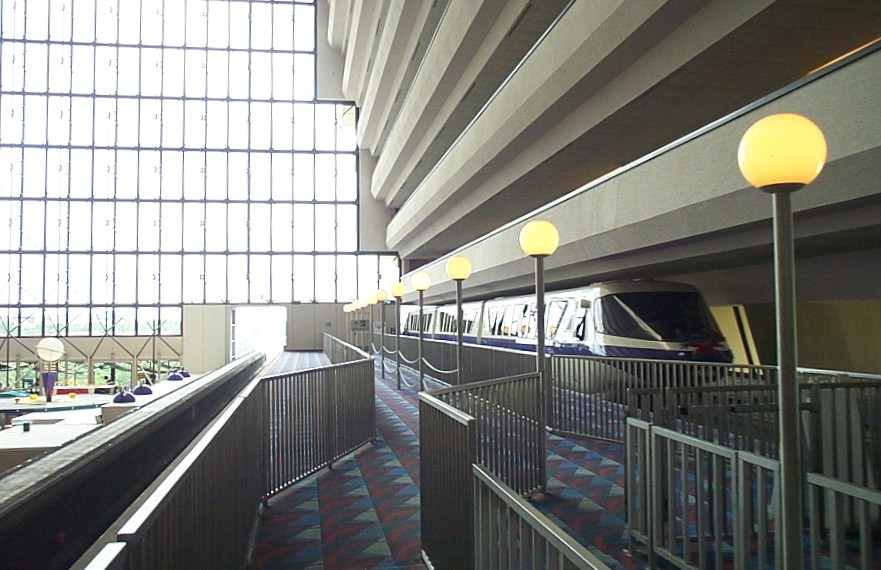
Het monorail-station op de vierde verdieping

In de Contemporary Tower bevinden zich de hoofdfaciliteiten van het gehele Contemporary Resort, zoals de lobby, en verschillende restaurants en souvenirwinkeltjes. Deze bevinden zich in de grote centrale hal, de Grand Canyon Concourse. Op de vierde verdieping van het gebouw in deze hal bevindt zich een monorail-station, wat direct in verbinding staat met de ingang van het Magic Kingdom. Zo kunnen gasten die in dit hotel verblijven gemakkelijk naar het park toe worden vervoerd.
Op 11 november 1991 werd er een groot conventie-centrum geopend, met meer dan 8.400 m2 aan vergaderruimtes.

### Bay Lake Tower
In november 2006 ontstond er een groot bouwterrein rondom de parkeerplaats en de Noordelijke Tuin-Vleugel van het Contemporary Resort, zonder dat Disney enige aankondiging gaf van wat er stond te gebeuren. Tussen 31 januari en 6 april 2007 werd ineens de Noordelijke Tuin-Vleugel afgebroken, en niemand van buiten Disney wist wat er te gebeuren stond. Er waren geruchten over een nieuw hotel, maar niets bevestigde deze.
In februari 2008 werd ineens begonnen met het al verkopen van vakanties in een nog niet bestaand gebouw, na goedkeuring door de regering. Nog steeds wist niemand wat er stond te gebeuren, maar niet veel later werd de naam Kingdom Tower at Disney's Contemporary Resort naar buiten gebracht. Het zou een nieuw hotel moeten worden, met toestemming om vanaf nu al 75 vakanties te verkopen. In september 2008 werd het project dan toch eindelijk onthuld aan het grote publiek. Het gebouw dat gebouwd werd zou een toevoeging moeten worden aan Disney's Contemporary Resort voor leden van de Disney Vacation Club, en zou de duurste kamers van het hele Walt Disney World Resort gaan bevatten. Het werd de Bay Lake Tower at Disney's Contemporary Resort genoemd.
De toren werd geopend voor gasten op 4 augustus 2009, met eigen faciliteiten zoals een eigen zwembad, restaurant en lobby. Er is een voetgangersbrug geplaatst van de Bay Lake Tower naar de Contemporary Tower. Kamers zijn enkel te reserveren voor leden van de Disney Vacation Club, en zijn luxueus ingericht: kamers met grote ramen, met zicht op het aangrenzende Bay Lake, of op het Magic Kingdom.

## Restaurants
- The California Grill is een à-la-carterestaurant met uitstekende service op de 15e verdieping van het hotel en biedt bezoekers uitzicht op het Magic Kingdom en de accommodaties rondom het Seven Seas Lake, en het Bay Lake. 's Nachts zijn vanuit het restaurant de vuurwerkshows in het Magic Kingdom te zien.
- Chef Mickey's is een buffetrestaurant in de Grand Canyon Concourse op de begane grond van de Contemporary Tower. Hier is te zien hoe de monorail binnenkomt en vertrekt. Voor kleine kinderen zijn er speciale gerechten zoals 'Mickeyroni met kaas' en voor volwassenen een gewoon buffet. Een dessertbuffet is voor iedereen toegankelijk. Dineren met de Disney-figuren is mogelijk.
- Contempo Café is een restaurant voor een snelle hap die ook 's nachts open is. Het bevindt zich in de Grand Canyon Concourse op de begane grond.
- The Sand-Bar is een bar gelegen aan het zwembad waar snacks en (alcoholische) dranken beschikbaar zijn.
- The Wave is een à-la-carterestaurant op dezelfde verdieping als de lobby en tevens het nieuwste restaurant binnen het Contemporary Resort.

## Renovatie

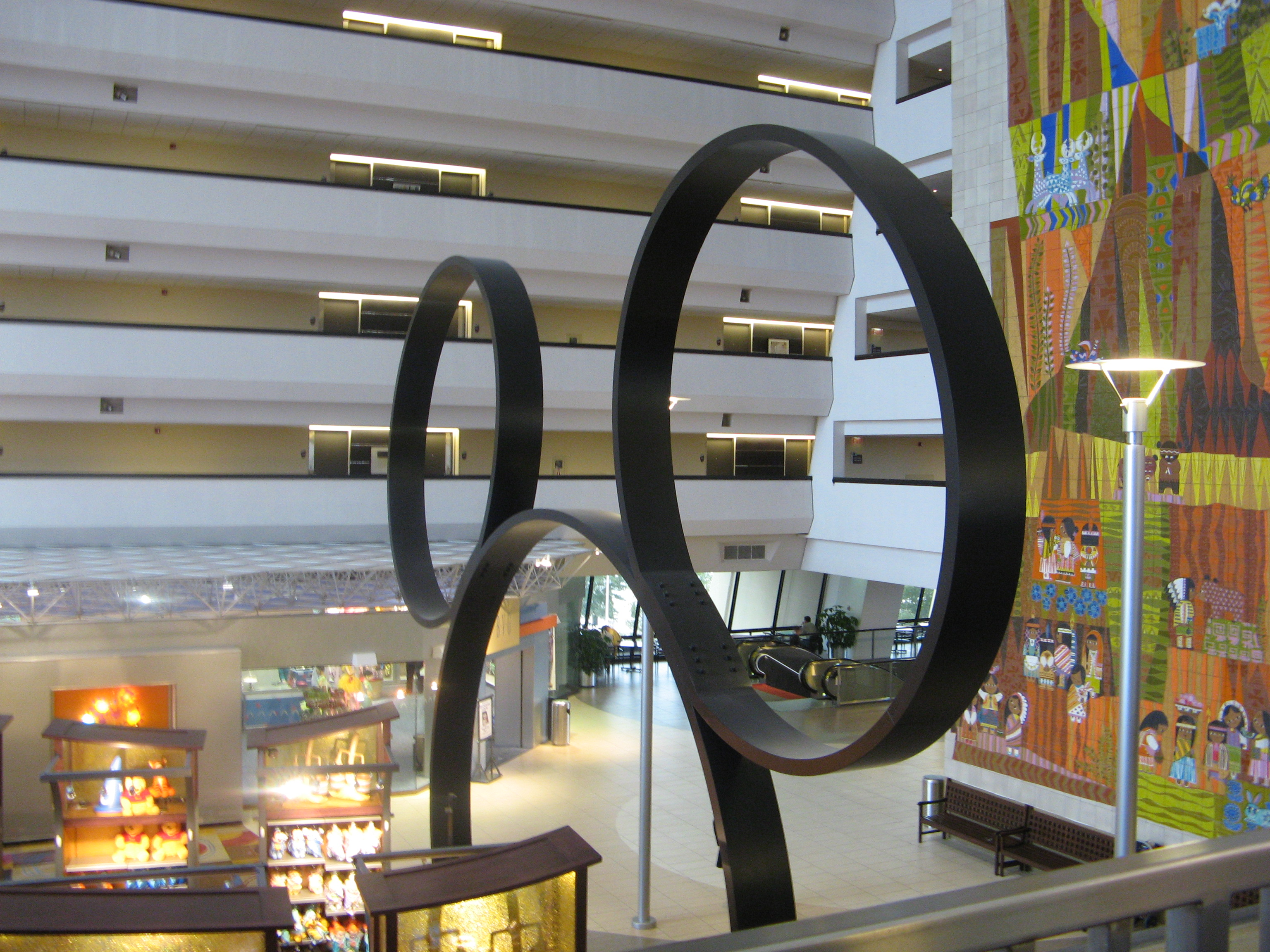
De Grand Canyon Concourse

In 2006 is het hotel flink gerenoveerd. Er werd onder andere aandacht besteed aan:
- Een nieuwe lobby - De oude lobby was uit de tijd, en niet modern genoeg om het hotel modern te doen aanzien. Daarom is de lobby geheel aangepast aan de eigentijdse moderne stijl, inclusief de incheck-balie.
- Volledig vernieuwde kamers - De oude kamers waren net als de lobby uit de tijd, en voldeden niet aan de moderne uitstraling van het hotel. Daarom zijn de kamer aangepast in moderne, koele tinten, en met veel wit licht, zodat het helemaal in onze tijd past.
- The Fantasia Gift Shop - Er waren nog enkele lege plekken in de Grand Canyon Concourse, waar een souvenirshop van is gemaakt. De Fantasia Gift Shop bestond eigenlijk al, maar is gewoon verplaatst en gemoderniseerd. In de oude ruimte van de souvenirshop bevindt zich nu een spelletjes-hal.